# 因島毒饅頭事件
因島毒饅頭事件（いんのしまどくまんじゅうじけん）とは、1961年（昭和36年）1月8日に広島県因島市（現在の尾道市因島）で女児が毒饅頭（どら焼き）を食べて死亡した事件。
狭い島の中にあったとされる、他人の噂話を愉しみとする閉鎖的で陰湿な生活風土が権力と結びついた結果、ありもしない猟奇的殺人事件を生み出したのだとされる。

## 事件の概要
1961年1月8日、広島県因島市で農業を営むM（32歳）の兄夫婦（当時すでに両名とも故人）の娘すなわち姪である女児（4歳）が、農薬の付着したどら焼きを食べて死亡した。この事件は状況から事故として処理されたが、M宅に同居していた兄夫婦とMの次女および三女が、この事故の4年前から2年前にかけて相次いで亡くなっていたことから、島には、この5人の死に関連がある、と確たる根拠もなく噂する者もあった。
そのうち、ある者から「おかしいと評判だ、調べてくれ」と密告する電話が因島区検察庁にかかってきた。そして事件から1か月も経たない1961年2月2日にMは警察に逮捕され、直後にMは「5人を殺害した」と自供した。

## 裁判
Mは、女児に対する殺人罪と、兄嫁とMの他の娘2名に対する殺人未遂罪で起訴された。しかし、饅頭の入手方法（近所で事件当時販売している店がなかった）と農薬の使用法、指紋など、直接的な物的証拠はなく、自白調書だけは膨大に揃えてあったが、その内容はいずれも一貫性に欠けるものであった。
1968年7月末に1審の広島地方裁判所尾道支部はMに懲役15年を言い渡したが、2審の広島高等裁判所は、1974年12月10日に「疑わしきは被告人の利益に」の原則からMに無罪を言い渡した。